# Krysta
Krysta (bułg. Кръста) – szczyt masywu Witosza, w Bułgarii, o wysokości 1561 m n.p.m. 